# 葉問
葉問（1893年10月1日—1972年12月2日），原名葉繼問，香港身份證上的名字為葉溢（Ip Yat），廣東佛山人，共有一妻一妾，三子二女合共五名子女。為詠春發揚人，師承陳華順及師伯梁璧，於1950年代在香港發揚詠春拳，被稱為「打手王」。他是武術家兼國際武打巨星李小龍之師父。葉問生平惟一入室弟子為招允（招允是李海生的師父），生前曾送他牌匾「詠春正統」，今牌匾仍掛在招允之子招鴻鈞武館上。招允的惟一入室弟子為尹冠中，也自成一個門派。葉問除了武術家身份之外，也具有中華民國國軍上校軍銜。

## 生平
葉問於1893年間生於廣東省南海縣佛山鎮桑園大街葉家莊，莊內有芸草書塾，葉問在此啟蒙開學。葉家莊左邊大祠堂於1906年租予詠春拳名師陳華順，所以得以跟隨陳華順習武，並得到二師兄吳仲素指導，從此對功夫極度熱愛。兩年後陳華順中风回鄉，吳仲素遷到普君墟綫香街設武館。
葉問有姐允媚嫁與香港龐姓商人，因為政局不穩定其父於1909年把葉問送到香港讀書。
此時葉問得以跟隨師伯梁璧學習。不幸梁璧於1911年去世。1917年葉問留在香港聖士提反書院與表兄們一起讀書。
1924年毕业到日本神戶深造未果，遂在兄長的家居住，等待到民初政局穩定後再返回佛山，和張永成結婚。葉問的髮妻張永成是清末光緒維新的外交官張蔭桓的後輩親屬，張永成於1960年病逝佛山。
葉問回國後衣食無憂，對詠春極富熱忱，閒來與二師兄吳仲素及幾位同好互相研習，亦師亦友。
1926年葉問回国加入了中華民國國民政府的花捐局（向妓院收取花捐稅）。
空閒時間，吳葉兩人時常到姚林開設的鴉片煙俱乐部聚會，和很多富家子弟相熟并进行較技，葉問等人開始聞名。抗戰初始，姚林之子姚才、富家子弟阮奇山此時才追隨吳仲素學習詠春拳。所以在吳仲素拳系內，葉問年齡雖然比較年輕，亦是師兄無疑。
有傳言自1937年抗战開始，葉問转到偵緝隊工作，參加國民政府舉辦的中國國民黨中央執行委員會調查统計局情報訓練班，在1938年到貴州省中部的息烽軍官訓練學校受訓。畢業後回到佛山做情報工作，職銜是佛山偵緝大隊的書記。後隨伍蕃任廣州防務稽查長。然而，其子葉準於著作《葉問．詠春》中表示絕無此事純粹子虛烏有。
从叶问与李小龙的合照看，目测其身高在一米六左右。

### 佛山——吳仲素詠春拳
1938年日本军隊占领佛山，汪精衛政權南海縣長兼警務長李道軒強取桑園（佛山的蓮花廣場）葉家庄作為官邸，改名軒盧。作为情报掩护於1943年至1945年间，到佛山富商周雨耕與周清泉父子在永安路139號的「联倡」花纱店，传授詠春拳予人稱六仔的周光裕及外甥周倫佳。期间，在對面的糖麵店工作的郭富经过大半年的要求，葉問也终于答應傳授武功。當時在佛山所授的詠春拳，從小念頭開始，黐手、散式及樁拳，即陳華順式的詠春拳（吳仲素所傳）。戰後因功复任警察局刑偵隊隊長，升任督察長、代理局長，并于1949年出任廣州市衛戌司令部南區巡邏隊上校隊長。

## 家庭

### 家庭出身
1949年，中華人民共和國成立，葉問因先前曾加入國民黨中统组织並擔任國軍上校隊長，害怕被清查及連累家眷，暫時留下妻子及三名年幼兒女，乘夜利用通行證與大女兒先到澳門，後再到香港。其生前從來不提中華人民共和國建國前的事業，甚至連兒女都不知晓叶问曾经的状况。來港後換取香港身份證時，改名葉溢，報稱生於1893年。1976年，一篇刊登於星島體育署名湘文的文章才提及了葉問的出身。
葉問來到香港後一直與家人保持聯絡，以安排家人日後來港定居。妻子及兒女亦曾於1950年到香港領取身份證後返回佛山，可惜中英同時於1951年元旦宣佈封鎖香港邊境，從此永遠分別。

### 長子葉準
葉問長子葉準（1924年8月25日－）日佔後期（1941-1945年）（即父親留守佛山授拳期間）在廣州工作。於1972年父親逝後始教功夫。
他曾於2010年上映的電影《葉問前傳》中飾演梁璧及於2013年上映的電影《葉問：終極一戰》中客串飾演士多老闆。

## 香港教拳生涯

### 積極前期（1950-1954年）

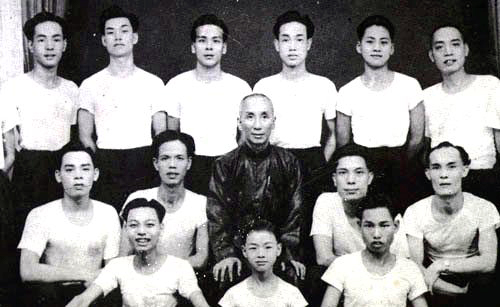
葉問宗師來港後的第一批弟子。

來港之初，得到好友港九飯店職工總會祕書李民（天培）的介紹，先安頓在深水埗大南街之港九飯店職工總會寄居，當時梁相本為該會主席，梁相自幼習武，於工餘在會館授拳，教授蔡李佛、龍形摩橋，梁相得知葉問曾習武而與其講手過招，因而拜服於其詠春功夫成為在港首名弟子，二弟子駱耀，親外甥盧文錦、徐尚田、前下屬招允等幾位弟子。不料卻自此將詠春拳發揚光大。1952年，梁相連任失敗，葉問遷往海壇街授徒。
葉步青、黃淳樑（於1953年初）加入海壇街習武。1954年，梁相重掌飯店總會，又搬回。因公會只可於工餘使用，所以眾師兄弟約在1955年相議設立固定館址，終在利達街設帳，蕭煜民和李小龍此時先後加入。
這時所傳的詠春拳有其系統，符合科學解釋的所謂梁贊式（梁壁所傳）。梁贊兩子自小追隨父親學習拳術，但長子梁春早逝，而次子梁壁本身對拳術發展並無興趣，亦沒有學習其他武術，純粹是父親由易至繁所授的拳術技巧，集合順序編排成現有系統。葉問亦未有習其他派別功夫，亦聲明不會改變傳統拳套。

### 消沉中期（1954-1962年）

葉問與李小龍。

1954年葉問開始無心教授并开始吸食鴉片，梁相和駱耀等時常好言相勸，最終（1955年）導致徐尚田以書面勸說，當時的主要弟子除了伍燦之外，都在信中簽署聯名。
當時的梁相、駱耀、徐尚田和葉步青一起在上海街葉步青家中學至木人樁中段。葉步青在香港是第一個學習木人樁者。在其家安裝的木人樁亦是葉問來港所接觸的第一台木樁。
葉問看到書信後，一言不發，並找到伍燦幫助，即日遷移到上海女子位於李鄭屋邨的住處，後來生了兒子葉少華。
梁相身為大師兄，葉問認為徐尚田上書一事，必是梁計策。梁於是離港到澳門工作一年，事件平息後再回來解釋。
其他弟子都來交心並願意追隨終身，全套108式樁法和八斬刀法皆在此時傳出。李小龍和梁紹鴻是此處的早期學生，伍燦為助教，鄰近巴士職工多人來習武，鄒子傳於此時加入。由於李鄭屋邨住處地方狹窄，並無處可放置木人樁設備，這時期的學生鮮能接觸木樁長棍。
1962年，得悉兩名兒子來港，又在一群弟子關懷之下，決心戒掉鴉片煙，並遷到大埔道興業大廈。

### 半退休時期（1963年後）
正室兩名兒子葉準和葉正於1962年到港，晚間居於父親教拳處，日間出外工作，當時相處並不和睦。鄧生探長得到師父王柱（梁相大弟子，詠春四虎中的短腳虎）引見執弟子禮，令到當時觀塘的警務人員諸如彭錦發等下屬亦加入學習詠春拳。這時葉問的生活較為好轉，可是教拳稍為有心無力。鄧生、彭錦發和籃賢發等警察子弟發起成立聯誼會，在會中教拳，待經費自給自足之餘，部分贈與老人家用作退休生活。

#### 鄧生成立體育會
鄧生認為詠春拳是值得發揚的實用武術，故倡議組織及規劃整理詠春拳的內容，並且聯絡師公梁相及各位師叔公輩會面，希望能成立聯誼會，並且選擇年青有現代教育根基可以代表詠春派的新一輩教練，意圖推廣與青少年和學生們。因為利益和輩份的問題，選擇誰人主理總教一職，困難重重。

### 師公指點徒孫（1968年）
葉問於1965年遷到二子葉正位於通菜街的居所（有傳是鄧生的物業，葉準結婚遷入，稱要付出租金），實際上已封館不再授徒。這時只教相熟好友。郭強（梁相第二弟子，四虎中的長腳虎，梁挺二師兄）於1968年介紹梁挺予師公，當場拜見師公葉問，並且呈上禮數討師公歡心。以「問公」稱呼葉問的梁挺稱:「問公係我師公。」不過後來(1969至1971年間)獲得葉問親身指導及點撥拳術，也常與葉問到茶樓飲下午茶 (詳見   )那個時候，吳華森亦在亞皆老街設館，這幾個徒孫（亦是梁相的徒弟）時常與師公葉問飲茶。
外傳梁挺是葉問徒弟，可能屬誤傳，葉問門下十分尊師重道，徒孫若改拜師父的師父為師，係嚴重違反倫理行為，梁挺為人尊師重道，當不至於犯此師門大忌。為何外界傳聞梁挺是葉問徒弟，黃淳樑百思不解，詠春人士對是否有人造謠攻擊梁挺改拜師父，又陷害忠直善良的梁相於不義，不知目的何在？
外界亦有另個看法，主張梁挺真得改向師公葉問拜師，並有人願意作證，此舉導致葉問兒子及部分其他葉問徒弟不滿，不認原係師姪輩分的梁挺是師兄弟。
葉問大徒弟梁相的徒弟郭強、即「新杏林中藥局」東主兼中醫師解釋道：「當年60年代，我和他(梁挺)都叫問公師公，一日為師終身為師，那時後生，經常去探問公.....
指點徒孫武功，在葉問宗師門下係屬平常，但不能就此指點後輩武功就認定後輩確實已被宗師葉問收為徒弟。
1969年葉問首次亦唯一一次出席浸會學院由徒孫梁挺主辦的詠春拳表演大會，列席嘉賓包括葉問徒孫，即梁挺同門師兄弟鄧生、吳華森、布建華（歷任詠春體育會拳術班教練）和古生等人。

#### 梁相與詠春四虎
梁相於1952年港九飯店職工總會改選落敗，故葉問要遷往海壇街。梁相本職厨師，約於1954年開始業餘授拳，後來被油麻地廟街大發財麻雀學校聘任為火頭。此時在麻雀館工作的鄭氏兄弟相隨學拳。梁相當時亦跟隨葉問在學習當中，時常與詠春四虎一同與師公見面。詠春四虎即王柱(短腳虎)、郭強(長腳虎)、鄭北（笑面虎）和鄭福（玉面虎）。其中鄭北（笑面虎）和鄭福（玉面虎）因為工作情況，很多機會與人交手，故有廟街二虎之名。雙番北（鄭北在麻雀館的別號）在1950年代一晚離開麻雀館遭遇數人（懷疑出千）突襲，可幸隨手取得長竹，三兩招內，兇徒四散。六點半棍，開始聞名。至今舊麻雀館前的攤販老人仍然時常當掌故說出。
梁相曾於1955年至1956年在澳門工作，四虎寄業問公。梁相1956年回港，在自由道正式設帳。梁挺兩兄弟先後在這裡學習。都是舅父鄭福引領向梁相拜師的。
廟街二虎正是梁挺的舅父。1960年鄭福引領梁挺向梁相拜師，此期師兄弟包括鄭傳勳、郭强中醫、梁錦棠 (詠春)、布建華，稍後有吳華森、陳春保、張國基和梁冠等。

### 大壽

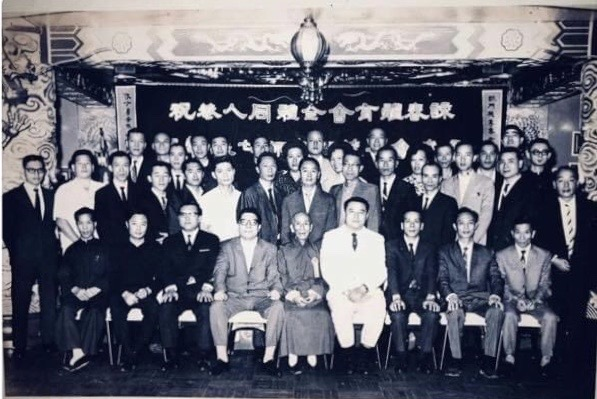
詠春體育會全體同人恭祝永遠會長葉問宗師七秩華誕

分別於1962年時慶祝61歲及1972年於油麻地彌敦道平安酒樓慶祝71歲大壽，與聖士提反書院入學紀錄1917年18歲互相符合，故其在香港身份證所申報的出生日期及追隨華公時的年齡，5歲或13歲，引起爭議。

### 跟隨梁璧與吳仲素習藝
吳仲素︰
陳華順師父中風後，便跟從師兄吳仲素到普君墟綫香街學習詠春拳藝(1908年)，因為政局不穩定其父於1909年把葉問送到香港讀書。葉問約1924年返回佛山，時常和吳仲素師兄一起學習拳法。
梁璧︰
其父於1909年把葉問送到香港讀書。梁璧在1911年不幸離世。
1917年葉問18歲在香港聖士提反書院與表兄們一起讀書。

### 逝世及短片

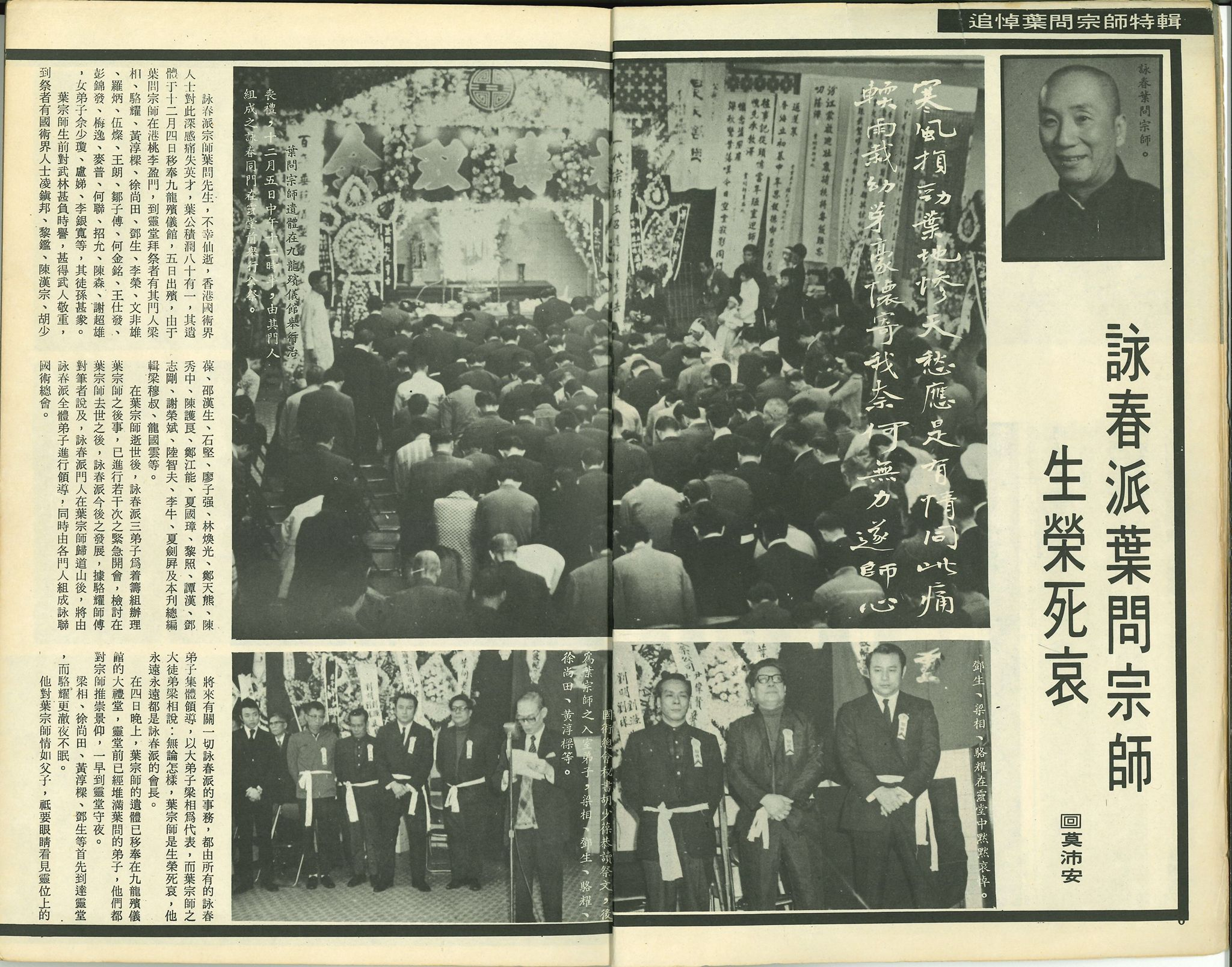
《新武俠雜誌》追悼葉問宗師特輯

1972年12月2日，葉問於旺角通菜街居所內，坐在一張沙发上安詳離世。葬礼在九龍殯儀館舉行，遺體葬於粉嶺。逝世前一個半月，葉問於同一地點拍下一些示範片，現今依然在互聯網上廣泛流傳，亦成為導演王家衛拍攝電影《一代宗師》的起源之一。

## 詠春體育會

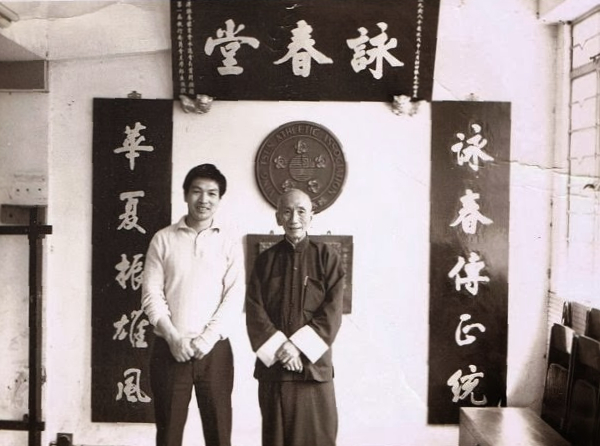
葉問宗師（右）於詠春體育會。

葉問宗師晚年最大的心願便是集合同門組織成立一個聯會以發揚詠春拳。1966年起倡議，1968年以詠春聯誼會名義向香港警務處註冊成立社團，於彌敦道成立，後遷往旺角水渠道的自置會址，1974年更名詠春體育會，正式註冊成為非牟利的有限公司。

### 主要意義
詠春體育會其實是鄧生所擬議的，他恐怕師公葉問年老生計無依，為了解決問公的退休生活而成立的。可以說另一目的是供養師公葉問，與1954年各大師叔輩於利達街成立永久館址的意義相同。
詠春拳是近代新興及流行的中國武術。葉問於1950年代將詠春拳從中國大陸帶到香港，於1968年成立詠春體育會。於1970年代起，葉問親授徒孫梁挺師傅率先將詠春拳介紹到德國，從此詠春拳在歐洲及北美洲發展。因此可以從香港繼而發展至全世界為人所熟悉。

## 葉問國術總會
葉問宗師與兩名兒子及一些後期弟子的弟子曾啟東，於1970年根據香港政府武館法例，組織葉問國術總會，目的以團結同門及推廣詠春拳，發揚中國功夫文化。

## 出生年份爭議
關於葉問出生年份，主要有1893年及1899年之說。但當時出生亦有虛報年齡或出生年份不明之可能性。
認為1893年論點：
- 葉問如果1899出生，1909年時只有10歲根本無法跟隨師兄學習詠春拳術7、8年，故1893年出生，1909年時16歲較為合理。
- 葉問先跟隨師父陳華順，授業大師兄吳仲素學藝，後再跟梁璧深造，若1909年時只得10歲（1899年說）已經深造拳術，機會較小，1909年時16歲較為合理。
- 葉問於1909年被送到香港讀書，但並沒有明確指出是否獨自一人。如是，10歲的葉問獨自一人到香港讀書可能性較低，16歲較為合理。
- 葉問與阮奇山（1887年出生）、姚才（1890年出生）並稱詠春三雄，3人經常交流切磋，1893年出生的話年齡較為接近，可能性較高。

認為1899年論點：
- 分別於1962年時慶祝61歲及1972年於油麻地彌敦道平安酒樓慶祝71歲大壽。（但此說正確的話，生年應為1901年。）
- 與聖士提反書院入學紀錄1917年18歲互相符合，故其在香港身份證所申報的出生日期及追隨華公時的年齡，5歲或13歲，引起爭議。

## 相關文獻
- 詠春拳源流，葉問撰。[30]
- 葉問詠春發展五十年（Ip Man Ving Tsun 50th Anniversary）- 包含全球葉問詠春門人撰文，有傳記、逸事、武術心得等。
- 葉問詠春世系圖譜（Ip Man Ving Tsun Genealogy）- 記載巳入典的同門、師傅、教練等。

## 影視媒體形象
| 年份   | 媒體作品               | 演員   |
| 電影   |                        |        |
| 1976年 | 《李小龍傳奇》         | 葉準   |
| 1993年 | 《李小龍傳》           | 王洛勇 |
| 1999年 | 《1959某日某》         | 葉準   |
| 2008年 | 《葉問》               | 甄子丹 |
| 2010年 | 《葉問2》              | 甄子丹 |
| 2010年 | 《葉問前傳》           | 杜宇航 |
| 2010年 | 《李小龍》             | 黃志偉 |
| 2013年 | 《一代宗師》           | 梁朝偉 |
| 2013年 | 《葉問：終極一戰》     | 黃秋生 |
| 2015年 | 《葉問3》              | 甄子丹 |
| 2019年 | 《葉問之九龍城寨》     | 唐文龍 |
| 2019年 | 《葉問4：完結篇》      | 甄子丹 |
| 2019年 | 《宗師葉問》           | 杜宇航 |
| 2020年 | 《少年葉問之危機時刻》 | 趙文浩 |
| 2021年 | 《葉問宗師覺醒》       | 謝苗   |
| 電視劇 |                        |        |
| 1992年 | 《李小龍傳》           | 徐二牛 |
| 2000年 | 《影城大亨》           | 冼灝英 |
| 2008年 | 《李小龙传奇》         |        |
| 2013年 | 《葉問》               | 鄭嘉穎 |
| 舞台劇 |                        |        |
| 2009年 | 《葉問傳—問手》        | 蘇育輝 |

## 註解
1. 1 2  身份證上的出生日期是1893年10月1日，實際生年或在其後六至七年。請參考本文「出生年份爭議」標題。
2. ↑  「入室弟子」指跟師傅關係最緊密的弟子，可以登堂入室，也是從師傅學得最多的弟子。傳統中國武術，師傅不願把自己的武學心得盡教他人，但又不想自己的武術失傳，因此會選一個弟子繼承自己的絕學，那弟子就是入室弟子。其他「非入室弟子」其實一直未能學滿師。
3. ↑  阮奇山，姚才等人一早已經學習馮少青系的詠【永】春，已經打出了名堂，投吳仲素實在是想兼修別系來豐富自己的拳藝。